# Hieronim z Kardii
Hieronim z Kardii (ok. 350-260 p.n.e.) – historiograf grecki okresu hellenistycznego.
Był towarzyszem Eumenesa z Kardii, a późnej Antygona Jednookiego. Stał się także wysokim urzędnikiem obok Demetriusza Poliorketesa i Antygona Gonotasa.
Jest autorem dzieła historycznego poświęconego wojnom diadochów, które dotrwało do naszych czasów jedynie we fragmentach, zebranych i wydanych w Fragmenta historicorum Graecorum.